# Faza B4
Faza B4, nanofilamenty helikalne – struktury mezoskopowe tworzone przez niektóre mezogeniczne molekuły organiczne o zgiętym kształcie. Cząsteczki układają się w warstwy przypominające smektyk C, jednak warstwy te z powodu znacznego naprężenia ulegają zwinięciu w helisę. Wśród badaczy wciąż toczą się dyskusje co do natury tej fazy - czy należy ją zaliczać do faz krystalicznych czy ciekłokrystalicznych. 

## Molekuły typu bent-core

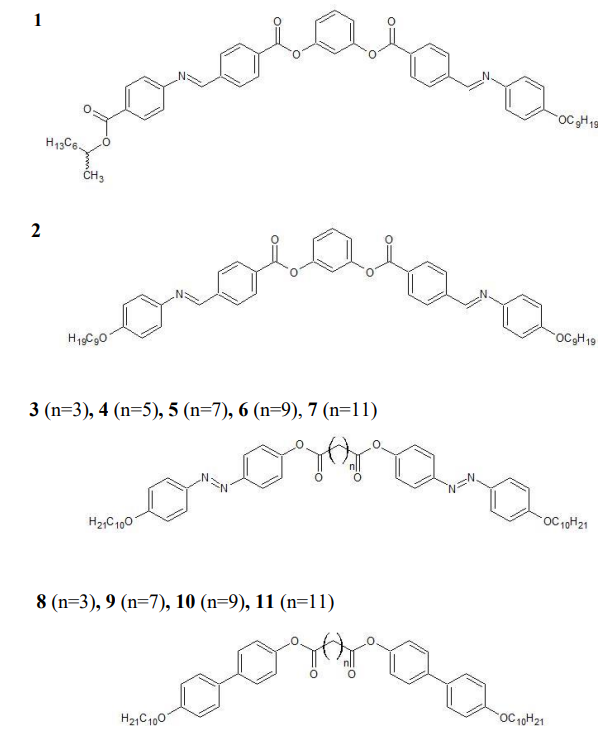
Przykłady molekuł tworzących fazę B4

W pierwszych dwóch dekadach XXI w. wzrosło zainteresowanie nowym typem molekuł tworzących fazy ciekłokrystaliczne. Ich cechą charakterystyczną jest struktura cząsteczki zawierająca dwie sztywne podjednostki połączone poprzez łącznik, wymuszający na nich przyjęcie konformacji o kształcie banana. Ponieważ taki kształt uniemożliwia istnienie osi symetrii leżących wzdłuż sztywnych podjednostek, oddziaływania steryczne hamują rotację molekuł wokół własnej osi w fazie skondensowanej. Dzięki temu molekuły tego typu wykazują tendencję do układania się równolegle do siebie w warstwy, które mogą łamać symetrię lustrzaną. Warstwy mogą z tego powodu wykazywać spontaniczną polaryzację – równoległą lub antyrównoległą do kierunku zgięcia molekuł. Ta grupa molekuł może więc samoorganizować się w nietypowe fazy, niespotykane wśród konwencjonalnych kalamitycznych ciekłych kryształów. Fazy te zostały nazwane B1–B8. W literaturze opisane zostały liczne sztywne, zgięte molekuły tworzące fazę B4. Terminalne fragmenty w związkach tego typu to zazwyczaj nasycone kilku- lub kilkunastowęglowe łańcuchy alkilowe. Z kolei sztywne części rdzenia zbudowane są z pierścieni aromatycznych połączonych ugrupowaniami o ograniczonej możliwości rotacji, takich jak grupy iminowe, azowe czy estrowe. Aby molekuła wykazywała tendencję do tworzenia fazy B4 nie jest konieczne, aby jednostka centralna pomiędzy obiema częściami rdzenia była sztywna. Helikalne nanofilamenty mogą formować również cząsteczki, w których rdzeń tworzą dwa sztywne ugrupowania połączone łańcuchem węglowodorowym, dla którego tylko w najtrwalszej konformacji rdzeń nadaje wygięty kształt cząsteczce (związki 3–11 na ilustracji). Wobec tego kluczowe znaczenie dla tworzenia fazy B4 przez molekuły o łańcuchowej jednostce centralnej ma liczba atomów węgla w łączniku. Zgięcie molekuły pojawia się jedynie przy nieparzystej liczbie atomów węgla pomiędzy sztywnymi fragmentami rdzenia.

## Struktura fazy

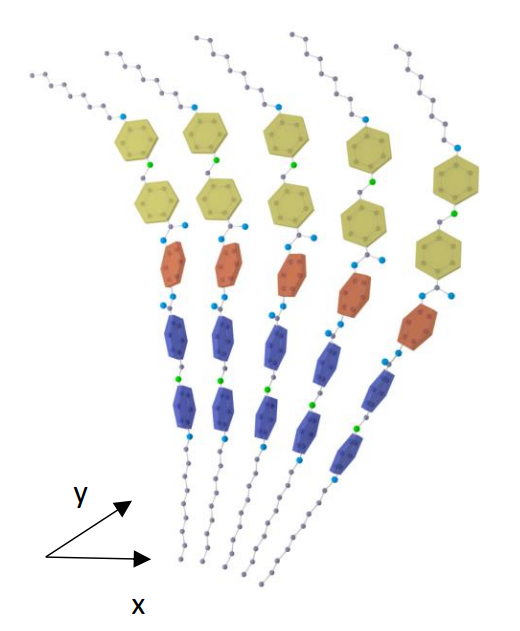
Mechanizm wyginania się warstwy molekuł typu bent-core w fazie B4

W fazie B4 cząsteczki o zgiętym rdzeniu wykazują tendencję do tworzenia chiralnych struktur warstwowych. Chiralne upakowanie powoduje jednak, że sąsiednie molekuły są względem siebie skręcone. Prowadzi to do pojawienia się naprężeń, przez które współistnienie skrętu sąsiednich molekuł z ich płaskim warstwowym uporządkowaniem nie jest możliwe. Aby zrelaksować powstające naprężenia, warstwy zaczynają się skręcać, co prowadzi do powstawania helikalnych nanofilamentów. Z punktu widzenia korelacji ułożenia molekuł wewnątrz warstw, uważa się, że w fazie B4 pochylone molekuły rozłożone są w sposób uporządkowany – ich środki ciężkości tworzą centrowaną w środku dwuwymiarową sieć tetragonalną.
Aby lepiej zrozumieć strukturę hierarchiczną fazy B4, można prześledzić jej budowę na różnych poziomach na przykładzie cząsteczki bis[4-(4-9- nonoksyfenyloiminoetylo)benzoesanu] 1,3-fenylenu (NOBOW). Tę molekułę można rozłożyć na 5 fragmentów: dwa ogony alkilowe oraz dwa ramiona, które połączone są jednostką centralną. W najmniejszej skali odległości, molekuły układają się, tworząc pochyloną warstwę smektyczną. Lokalnie są one ułożone tak, że każdy z wymienionych wcześniej fragmentów tej molekuły tworzy podsieci, których węzły leżą w narożach i w geometrycznym środku prostokątnej dwuwymiarowej komórki elementarnej. Nałożenie tych sieci w kolejności ogon-rdzeń-jednostka centralna-rdzeń-ogon pozwala zrozumieć strukturę warstwy. Cząsteczka NOBOW nie jest jednak molekułą płaską, ponieważ pierścienie aromatyczne oznaczone na rysunku kolorem żółtym i niebieskim znajdują się w płaszczyznach niemal prostopadłych. Jeżeli warstwę smektyczną umieści się w układzie współrzędnych, a molekuły umieści się wzdłuż osi x, wówczas rdzenie i ogony znajdujące się powyżej płaszczyzny, na której znajdują się środki molekuł, zajmują w kierunku osi x więcej miejsca niż rdzenie i ogony znajdujące się w dolnej połowie warstwy. Jednocześnie w kierunku osi y układ jest odwrotny – rdzenie i ogony tworzące górną powierzchnię warstwy zajmują mniej miejsca niż w dolnej połowie warstwy. Konsekwencją takiego sposobu organizacji molekuł w warstwie jest niedopasowanie sieci budujących jej górną i dolną część. Wynikające z niego naprężenia powodują, że płaska warstwa ulega ostatecznie zniekształceniu siodłowemu (ang. saddle-splay), które w połączeniu z pochyleniem molekuł w warstwie prowadzi do jej zwinięcia w helikalny nanofilament.

## Spontaniczne łamanie symetrii lustrzanej

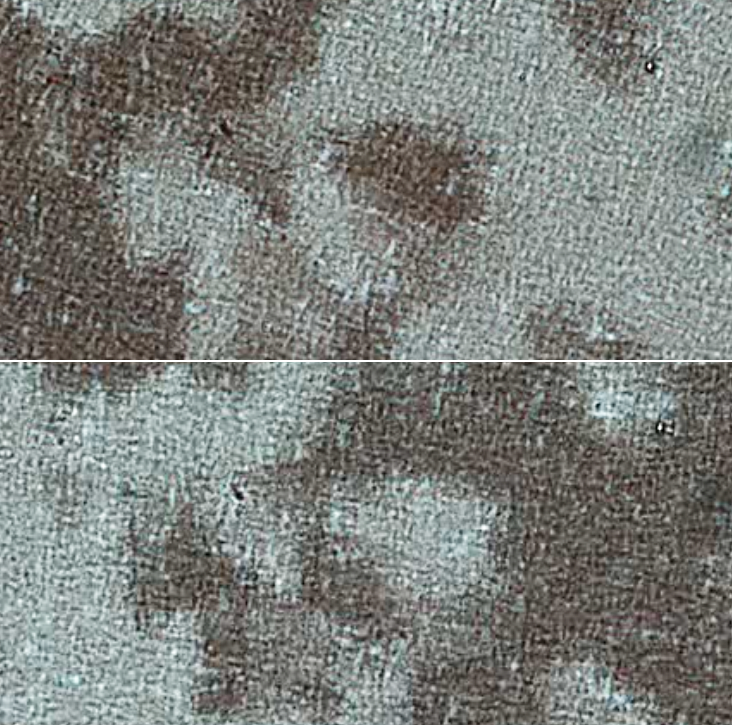
Chiralne domeny fazy B4 obserwowane pod mikroskopem polaryzacyjnym przy różnym kącie między polaryzatorem wejściowym a analizatorem: na górnym zdjęciu 85°, na dolnym 95°

Fazę B4 budują helisy, a więc struktury chiralne. Okazuje się jednak, że również achiralne molekuły się w nią organizować. Wówczas tworzą się statystycznie takie same ilości helis skręconych w prawo i w lewo. Kierunek skręcenia jest determinowany przez losową chiralność punku krystalizacji, w którym promieniście następuje wzrost helis. Dzięki temu domeny obejmujące helisy, które wyrosły z tego samego punktu krystalizacji są homochiralne. Domeny te mogą osiągać rozmiary rzędu milimetrów. Jest to zatem przykład spontanicznego łamania lustrzanej symetrii polegającego na tym, że chiralne molekuły samorzutnie tworzą chiralną fazę o makroskopowej wielkości, które mogą być obserwowane za pomocą mikroskopu polaryzacyjnego (gdy polaryzator wejściowy i analizator nie są dokładnie prostopadłe, ale nieco rozchylone domeny zawierające helikalne nanofilamenty skręcone w przeciwnym kierunku różnią się jasnością).